# Динабург, Анна Давыдовна
Анна Давыдовна Динабург (27 февраля 1899, Конотоп — 2 февраля 1984, Киев) — советский учёный в области невропатологии. Доктор медицинских наук (1941), профессор (1947).

## Биография
Окончила Киевский мед. институт (1921). Работала в Киевском мед. институте: ассистент, доцент ( в 1930-1936 и с 1938 ), одновременно с 1934 — в Институте физиологии АН УССР (Киев, с перерывами): ст. научный сотрудник (1940-1944 и в 1954-1967), ст. научный сотрудник-консультант (1967-1973). Зав. клиникой психоневрологии (1944-1950), зав. отделом нейроонкологии (1950-1954) Киевского НИИ нейрохирургии.

## Научные работы
- «К патогенезу глиом мозга» // ВД. 1928. № 1; К клинике оптикомиелита // Киев. жизнь. 1928. № 2;
- «Пухлини головного мозку (клініка та структура)» // МедЖ. 1938. Т. 7, вип. 2;
- «Дислокация мозга при опухолях в анатомическом освещении» // ВН. 1951. № 4 (соавтор.);
- «Клиника поражения шейных межпозвоночных дисков» // ЖНП. 1955. № 10 (соавтор.);
- «Міжхребцеві диски». К., 1961 (соавтор.).
- «Роль нейрогормональных систем гипоталамуса в физиологии и патологии», 1978